# نهاية اللعبة (مسلسل)
نهاية اللعبة مسلسل سوري دراما اجتماعية، من إخراج محمد فردوس أتاسي وسيناريو وحوار داوود شيخاني. انتجته شركة شيخاني للإنتاج الفني سنة 1990، عن قصة الأزهر أبو بكر حميد، يتناول في خطه العام قصة تهريب الاثار من الشام القديمة وبيعها بالدول الغربية اثينا في اليونان ويحكي قصة الصراع بين الخير والشر على حساب القيم والمبادئ.

## الشخصيات والأماكن
أيمن زيدان – فاديا خطاب – سليم كلاس، دارينا الجندي - نجاح العبد الله - جهاد سعد - بشار إسماعيل - فاتن شاهين - جهاد الزغبي - ليلى جبر - ليلى عوض - ماهر صليبي - زهير عبد الكريم - لينا باتع - احمد ايوب - أيمن رضا - طارق الشيخ - سعد الجازوي - فتحي كحلول.